# Kondorowate
Kondorowate (Cathartidae) – rodzina ptaków z rzędu kondorowych (Cathartiformes).

## Występowanie
Obejmuje gatunki głównie padlinożerne zamieszkujące różnorodne środowiska od najwyższych partii gór po równikowe lasy deszczowe czy miasta. Kondorowate występują w Ameryce od południowej Kanady po Patagonię.

## Charakterystyka
Ptaki te charakteryzują się następującymi cechami:
- długość ciała 60–130 cm
- rozpiętość skrzydeł do 310 cm
- większość gatunków (poza kondorem królewskim) ciemno upierzona
- głowa naga, często z różnorodnymi wytworami skórnymi
- gniazdo zakładają na półce skalnej, drzewie, na ziemi lub na budynku
- składają od 1 do 3 jaj
- wysiadywanie trwa zazwyczaj około 5 tygodni
- młode opuszczają gniazdo w wieku od 10 do 20 tygodni.

## Systematyka
Do rodziny Cathartidae należą następujące rodzaje:
- Gymnogyps Lesson, 1842 – jedynym przedstawicielem jest Gymnogyps californianus (Shaw, 1797) – kondor kalifornijski
- Sarcoramphus Duméril, 1805 – jedynym przedstawicielem jest Sarcoramphus papa (Linnaeus, 1758) – kondor królewski
- Vultur Linnaeus, 1758 – jedynym przedstawicielem jest Vultur gryphus Linnaeus, 1758 – kondor wielki
- Coragyps Le Maout, 1853 – jedynym przedstawicielem jest Coragyps atratus (Bechstein, 1793) – sępnik czarny
- Cathartes Illiger, 1811

## Klasyfikacja
Pozycja systematyczna rodziny Cathartidae nie jest pewna. Bywa ona klasyfikowana w rzędzie szponiastych (Accipitriformes), jednak niektórzy zaliczają ją do rzędu sokołowych (Falconiformes), bocianowców (Ciconiiformes) lub w odrębnym rzędzie kondorowych (Cathartiformes) Seebohm, 1890. W niektórych klasyfikacjach Cathartidae była uznawana za młodszy synonim nazwy Ciconiidae. Badania genetyczne przeprowadzone przez Tagliariniego i współpracowników (2009) sugerują, że kondorowate są bardziej bazalne niż jastrzębiowate (Accipitridae) i sokołowate (Falconiidae), jednak nie wyjaśniają w pełni relacji filogenetycznych pomiędzy tymi rodzinami a bocianowatymi, uznawanymi za ich grupę siostrzaną.